# Nam Can
Nam Can (tiếng Trung: 南竿鄉, bính âm: Nán'gān Xiāng; latinh hóa phương ngữ Phúc Châu: Nàng – găng – hiŏng) là một hương của huyện đảo Liên Giang (quần đảo Mã Tổ), tỉnh Phúc Kiến, Trung Hoa Dân Quốc (Đài Loan). Hương là huyện lị và có một sân bay hoạt động, do vậy Nam Can cũng đóng vai trò là trung tâm kinh tế – xã hội cho cả quần đảo. Đỉnh núi cao nhất tại Nam Can là núi Vân Đài với cao độ 248 mét. Nam Can có diện tích 10,4 km², dân số vào tháng 8 năm 2011 là 5.920 người thuộc 1.254 hộ gia đình, mật độ cư trú đạt 569,2 người/km².

## Hành chính
Có 9 thôn thuộc hương Nam Can:
- Giới Thọ thôn (tiếng Trung: 介壽村; bính âm Hán ngữ: Jièshòu Cūn; bính âm thông dụng: Jièshòu Cun), mang ý nghĩa là "Tưởng Giới Thạch trường thọ".
- Tân Sa thôn (tiếng Trung: 津沙村; bính âm Hán ngữ: Jīnshā Cūn; bính âm thông dụng: Jinsha Cun).
- Thanh Thủy thôn (tiếng Trung: 清水村; bính âm Hán ngữ: Qīngshuǐ Cūn; bính âm thông dụng: Cingshuěi Cun).
- Châu Loa thôn (Chuluo; tiếng Trung: 珠螺村; bính âm Hán ngữ: Zhūluó Cūn; bính âm thông dụng: Jhuluó Cun).
- Phục Hưng thôn (tiếng Trung: 復興村; bính âm Hán ngữ: Fùxīng Cūn; bính âm thông dụng: Fùsing Cun).
- Phúc Ốc thôn (tiếng Trung: 福沃村; bính âm Hán ngữ: Fúwò Cūn; bính âm thông dụng: Fúwò Cun).
- Nhân Ái thôn (tiếng Trung: 仁愛村; bính âm Hán ngữ: Rén'ài Cūn; bính âm thông dụng: Rén-ài Cun), từng có tên Thiết Bản (鐵板) cho đến năm 1955.
- Mã Tổ thôn (tiếng Trung: 馬祖村; bính âm Hán ngữ: Mǎzǔ Cūn; bính âm thông dụng: Mǎzǔ Cun; Wade–Giles: Ma3-tsu3 Ts'un1).
- Tứ Duy thôn (tiếng Trung: 四維村; bính âm Hán ngữ: Sìwéi Cūn; bính âm thông dụng: Sìhwéi Cun).

## Chính quyền
- Hương trưởng được bổ nhiệm:[7]
  1. Lý Xuân Hòa (李春華)
  2. 1959 – 1960: Niếp Quốc Đống (聶國棟)
  3. 1960 – 1962: Phan Phụ (潘輔), sau này là Hương trưởng của Bắc Can.
  4. 1962: Vưu Đức Cừ (尤德渠), cũng là Hương trưởng của Bắc Can.
  5. 1962 – 1965: Tiết Kế Liêm (薛繼廉), sau này là Hương trưởng của Cử Quang.
  6. 1965 – 1973: Phan Phụ (潘輔)
  7. 1973 – 1978: Trần Nhất Bằng (陳一鵬), cựu Hương trưởng của Bắc Can và Cử Quang.

  - Hương trưởng được bầu:

  1. 1978 – 1982: Diệp Kim Phúc (葉金福)
  2. 1982 – 1986: Trương Trường thọ (張祥壽)
  3. 1986 – 1990: Khâu Anh Tiêu (邱英鑣)
  4. 1990 – 1998: Trần Thư Lễ (陳書禮)
  5. 1998 – 2002: Trần Tú Hoa (陳秀華)
  6. 2002 – 2006: Lâm Thụ Thanh (林樹清)
  7. 2006 – 2014: Chu Tú Bình (朱秀平)
  8. 2014 – hiện nay: Trần Chấn Quốc (陳振國) (KMT),[8] năm 2018 nhận được gần bốn nghìn phiếu bầu[9].